# This Is Acting
This Is Acting é o sétimo álbum de estúdio da cantora e compositora australiana Sia. Foi lançado em 29 de janeiro de 2016 por Inertia, Monkey Puzzle e RCA Records. O álbum é composto principalmente de músicas escritas por Sia para outros artistas pop que não foram incluídos em seus álbuns. Sia descreveu as composições para os outros como "encenação", daí o título "This Is Acting".
No dia 21 de outubro de 2016, foi lançada a versão deluxe do álbum com faixas bônus, incluindo o single "The Greatest".

## Antecedentes
Em dezembro de 2014, a cantora Sia disse à revista estadunidense Spin que tinha "mais dois álbuns completos e prontos para serem lançados" e que gostaria que um deles fossem lançados em 2015. Em fevereiro de 2015, durante uma entrevista concedida à revista britânica NME, ela anunciou que o nome do novo álbum seria "This Is Acting", pois o projeto contaria com "músicas que escrevi para outras pessoas, então não é algo que eu pensei 'isso é algo que eu falaria'. É mais sobre atuar. É divertido", disse. "Eu sou super produtiva (...) e [esse novo álbum será] muito mais pop", em relação ao seu último trabalho, 1000 Forms of Fear (2014).

## Composição
Sia revelou que havia escrito três músicas, em dois dias, com Adele e Tobias Jesso Jr.. "Alive", foi uma dessas e seria originalmente parte da lista de faixas do terceiro álbum de estúdio da britânica, 25. No entanto, Adele acabou descartando a canção, e todas as outras duas também. Então, Sia resolveu ofertar a canção para Rihanna, com a autorização de Adele que pediu para que seus vocais fossem removidos do demo, por "não querer minha voz circulando por aí em uma demo". Assim foi feito, e a australiana enviou a canção. "Ela [Rihanna] deve ter avaliado e descartado", cogitou a cantora que ainda complementou que a música "não é muito a cara dela, então não sei por que considerei isso", disse durante o programa de rádio de Ryan Seacrest. "Bird Set Free", foi outra canção escrita com Adele, mas, que acabou sendo dada à Sia para que ela gravasse, ao invés da britânica. O álbum ainda conta com canções escritas, originalmente, para cantores como Beyoncé, Shakira, Katy Perry, Demi Lovato entre outras.
À NME, Sia disse que estava trabalhando com a cantora e compositora FKA twigs. Ela disse que, normalmente, não gosta muito de trabalhar com artistas pois, muitas vezes, acaba sendo uma tarefa difícil e lenta. "É mais fácil, para mim, escrever as músicas e enviá-la para o artista". Mas, ela disse que trabalhar com "Twigs é realmente interessante (...) estamos criando alguns refrões incríveis".

## Lançamento
Durante um bate-papo online com seus fãs, em abril de 2015, Sia revelou que o álbum seria, "provavelmente", lançado no início de 2016, mas havia a possibilidade de o mesmo ser lançado no final de 2015. Em setembro, a cantora lançou a primeira canção de trabalho do projeto, "Alive".

## Lista de faixas
| N.º            | Título                | Compositor(es)                                                                                                   | Produtor(es)                                               | Duração |  |
| 1.             | "Bird Set Free"       | Sia Fürler, Greg Kurstin                                                                                         | Kurstin                                                    | 4:12    |  |
| 2.             | "Alive"               | Fürler, Adele Adkins, Tobias Jesso Jr.                                                                           | Jesse Shatkin                                              | 4:23    |  |
| 3.             | "One Million Bullets" | Fürler, Shatkin                                                                                                  | Shatkin                                                    | 4:10    |  |
| 4.             | "Move Your Body"      | Fürler, Kurstin                                                                                                  | Kurstin                                                    | 4:07    |  |
| 5.             | "Unstoppable"         | Fürler, Christopher Braide                                                                                       | Shatkin                                                    | 3:40    |  |
| 6.             | "Cheap Thrills"       | Fürler, Kurstin                                                                                                  | Kurstin                                                    | 3:30    |  |
| 7.             | "Reaper"              | Fürler, Kanye West, Noah Goldstein, Charles Misodi Njapa, Dom $olo                                               | West, Goldstein, 88-Keys, Shatkin, Dom $olo, Jake Sinclair | 3:39    |  |
| 8.             | "House on Fire"       | Fürler, Jack Antonoff                                                                                            | Shatkin, Antonoff, Sinclair                                | 4:01    |  |
| 9.             | "Footprints"          | Fürler, Tyler Williams, Josh Valle, Nikhil Seetharam                                                             | T-Minus, Valle, Seetharam, Shatkin                         | 3:13    |  |
| 10.            | "Sweet Design"        | Fürler, Kurstin, Mark Andrews, Robi Rosa, Joseph Longo, Tim Kelley, Bob Robinson, Desmond Child, Marquis Collins | Kurstin                                                    | 2:25    |  |
| 11.            | "Broken Glass"        | Fürler, Jasper Leak, Shatkin                                                                                     | Shatkin                                                    | 4:24    |  |
| 12.            | "Space Between"       | Fürler, Braide                                                                                                   | Cameron Deyell, Braide                                     | 4:48    |  |
| Duração total: | Duração total:        | Duração total:                                                                                                   | Duração total:                                             | 44:72   |  |

| Edição da Versão Deluxe |                                        |                                      |               |         |  |
| N.º                     | Título                                 | Compositor(es)                       | Produtor(es)  | Duração |  |
| 13.                     | "Cheap Thrills" (com Sean Paul)        | Furler, Kurstin, Sean Paul Henriques | Kurstin       | 3:44    |  |
| 14.                     | "The Greatest" (com Kendrick Lamar)    | Furler, Kurstin, Kendrick Lamar      | Kurstin       | 3:30    |  |
| 15.                     | "Confetti"                             | Furler, Braide                       | Jesse Shatkin | 4:06    |  |
| 16.                     | "Move Your Body" ((Alan Walker Remix)) | Furler, Kurstin                      | Alan Walker   | 3:37    |  |
| 17.                     | "Midnight Decisions"                   | Furler, Braide                       | Braide        | 3:42    |  |
| 18.                     | "Jesus Wept"                           | Furler, Samuel Dixon                 | Oliver Kraus  | 5:28    |  |
| 19.                     | "The Greatest"                         | Furler, Kurstin                      | Kurstin       | 3:30    |  |

| Edição da Spotify |                                 |                       |                |         |  |
| N.º               | Título                          | Compositor(es)        | Produtor(es)   | Duração |  |
| 13.               | "Cheap Thrills" (com Sean Paul) | Furler, Paul, Kurstin | Kurstin        | 3:45    |  |
| Duração total:    | Duração total:                  | Duração total:        | Duração total: | 50:14   |  |

| Edição da Target |                             |                 |                |         |  |
| N.º              | Título                      | Compositor(es)  | Produtor(es)   | Duração |  |
| 13.              | "Fist Fighting a Sandstorm" | Furler, Shatkin | Shatkin        | 3:48    |  |
| 14.              | "Summer Rain"               | Furler, Shatkin | Shatkin        | 3:35    |  |
| Duração total:   | Duração total:              | Duração total:  | Duração total: | 53:52   |  |

| Edição japonesa |                         |                           |                |         |  |
| N.º             | Título                  | Compositor(es)            | Produtor(es)   | Duração |  |
| 13.             | "Alive (AFSHeeN Remix)" | Furler, Adkins, Jesso Jr. | Shatkin        | 3:18    |  |
| 14.             | "Alive (Boehm Remix)"   | Furler, Adkins, Jesso Jr. | Shatkin        | 3:52    |  |
| 15.             | "Alive (Cahill Mix)"    | Furler, Adkins, Jesso Jr. | Shatkin        | 4:20    |  |
| Duração total:  | Duração total:          | Duração total:            | Duração total: | 57:59   |  |

## Desempenho nas tabelas musicais

### Posições
| Tabela musical (2016)                 | Melhor posição |
| ------------------------------------- | -------------- |
| Austrália (ARIA)                      | 1              |
| Bélgica (Ultratop Flandres)           | 11             |
| Bélgica (Ultratop Valônia)            | 4              |
| Canadá (Billboard)                    | 3              |
| República Tcheca (ČNS IFPI)           | 35             |
| Países Baixos (Dutch Charts)          | 9              |
| Finlândia (Suomen virallinen lista)   | 8              |
| Alemanha (Offizielle Deutsche Charts) | 14             |
| Irlanda (IRMA)                        | 5              |
| Itália (FIMI)                         | 13             |
| Nova Zelândia (RMNZ)                  | 5              |
| Escócia (Official Scottish Albums)    | 2              |
| Suécia (Sverigetopplistan)            | 14             |
| Taiwan (Five Music)                   | 4              |
| Reino Unido (Official Albums Chart)   | 3              |
| Estados Unidos (Billboard 200)        | 4              |

## Histórico de lançamento
| Região  | Data                  | Formato             | Gravadora       | Ref.          |
| ------- | --------------------- | ------------------- | --------------- | ------------- |
| Mundial | 29 de janeiro de 2016 | CD download digital | Universal Music | [ 34 ] [ 35 ] |